# Bojangles' Coliseum
Le Bojangles' Coliseum est une aréna multi-fonctions d'une capacité de 8 600 sièges située à Charlotte, en Caroline du Nord aux États-Unis.
L'aréna porte ce nom en raison d'un accord de naming avec la chaîne de restauration rapide Bojangles'.
Les Checkers de Charlotte, équipe de hockey sur glace évoluant en Ligue américaine de hockey, y ont élu domicile depuis 2015.